# Tire Trouble
Tire Trouble er en amerikansk stumfilm fra 1924 instrueret af Robert F. McGowan.

## Medvirkende
- Joe Cobb som Joe
- Jackie Condon som Jackie
- Mickey Daniels som Mickey
- Allen Hoskins som Farina
- Ernest Morrison som Sunshine Sammy
- Mary Kornman som Mary